# 比约恩·A·阿夫泽利乌斯
比约恩·A·阿夫泽利乌斯（瑞典語：Björn Arvid Afzelius，1925年6月30日—2008年4月27日）是一位瑞典动物学家和细胞生物学家，斯德哥尔摩大学教授。